# Tomorrowland (festival)
Tumoroulend (engl. Tomorrowland) je festival elektronske muzike koji se održava u Belgiji u gradu Bum. Tumoroulend je prvi put održan 2005. godine i od tada je postao jedan od najvećih i najpoznatijih muzičkih festivala. Sada se održava za vreme poslednja dva vikenda u julu i često se rasproda za samo nekoliko minuta.

## Istorija Tumoroulenda
Prvo izdanje festivala održano je 14. avgusta 2005. godine. Organizatori festivala su ID&T. Nastupali su izvođači poput Puš (M.I.K.E.), Armin Van Buren, Tehnoboj, Kone i mnogi drugi.
Drugi po redu festival, 30. jula 2006. godine, predvodili su Armin Van Buren, Aksvel, Marko Bejli, Fred Bejker, David Geta, Rutles i didžej Zeni. Didžej i producent Pol Okenfold takođe je najavljen za tu godinu ali je otkazao svoj nastup u poslednjem trenutku zbog turneje koju je radio zajedno sa Madonom u to vreme. Treće godine, festival je trajao dva dana, 28. и 29. jula 2007. godine.
U 2008. godini festival je održan 26. i 27. jula. Prvi put se desilo da je učestvovalo više od 100 di-džejeva, a takođe po prvi put festival je brojao preko 50,000 posetilaca.
Za peti događaj, ID&T je omogućio još veći prostor nego za prethodna izdanja. Sa novom temom "Sunce" došla je i ona bina "Volim 90-te" gde se puštala muzika iz perioda devedesetih godina. Specijalni gost na glavnoj bini bio je Mobi. Tumoroulend se 2009. godine održao 25. и 26. jula i prisustvovalo je 90,000 ljudi.
Tumoroulend se rasproda mnogo dana pre samog početka festivala, a 2010. godine prodato je oko 120,000 karata. Iste godine, Dada Lajf, Dmitri Vegas & Lajk Majk i Tara Makdonald, snimili su zvaničnu himnu festivala, "Tomorrow/Give Into The Night", koja je bila izvedena dva puta na glavnoj bini, odmah nakon Švedske Haus Mafije. Muziku za ovu pesmu su napravili Dada Lajf i Dmitri Vegas & Lajk Majk, a tekst i vokale je snimila Tara Makdonald. Pesma je dostigla peto mesto u Belgiji na top listi komercijalne muzike i do sada je najprodavanija himna Tumoroulenda.
2011. godinu obeležila je ekspanzija festivala na tri dana. 180,000 posetilaca imala je priliku da sluša Davida Getu, Nervo, Švedsku Haus Mafiju, Avićija, Tijesta, Hardvela, Karl Koksa, Lejdbek Luka i veliki broj drugih izvođača. U 2012. godini je proglašen za najbolji festival u svetu na Međunarodnoj dodeli nagrada za Dens Muziku
Od 27. do 29. jula 2012. godine održano je osmo izdanje Tumoroulenda. Na spisku izvođača našlo se preko 400 didžejeva, kao što su Armin Van Buren, Feri Korsten, Skrileks, Avići, Skazi, David Geta, Nervo, Švedska Haus Mafija, Afrodžek, Stiv Aoki, Karl Koks, Pol Van Dajk, Čaki, Fetboj Slim, Dmitri Vegas & Lajk Majk i Pendulum. Nastupi su održani na velikom broju bina različite veličine i izgleda. 185,000 ljudi iz više od 75 zemalja širom sveta posetilo je festival, a njih 35,000 je kampovalo u Drimvilu. Zbog velikog uspeha Tumoroulenda i činjenice da je ovo belgijski festival, organizatori ID&T su omogućili 80,000 karata za stanovnike Belgije koje su mogli kupiti 24. marta, pre svih u svetu. Za manje od jednog dana, sve karte su rasprodate, a u nekim trenucima bilo je 2 miliona ljudi na onlajn listi čekanja. Širom sveta prodaja je počela 7. aprila i u roku od 43 minuta rasprodato je ostalih 100,000 karata. Tumoroulend je sklopio saradnju sa Brisel Airlines za prodaju ekskluzivnih putnih paketa iz 15 gradova širom sveta. 
Tumoroulend se 2013. godine održao u julu od 26. do 28. i imao 180,000 posetilaca. Ulaznice pod imenom "Potpuno ludilo" rasprodate su za 35 minuta, a ostale karte u roku od samo nekoliko sekundi nakon puštanja u prodaju. Tumoroulend je u ponudi imao i paket "Globalno putovanje", a Brisel Airlines uvodi novih 140 letova iz 67 različitih gradova širom sveta kako bi dovezli posetioce do festivala.
Da proslavi desetu godišnjicu festivala i zbog najveće potražnje za kartama, 2014. godine festival je održan dva uzastopna vikenda, od 18. do 20. jula i od 25. do 27. jula. Spisak izvođača je za oba vikenda uglavnom bio isti. U aprilu 2014. godine, MTV je najavio dvočasovnu emisiju MTV Vorld Stejdž u kojoj će biti prikazani nastupi sa festivala i da će producirati dokumentarac u čast desetogodišnjice Tumoroulenda. 16. aprila, kompozitor Hans Cimer i Tumoroulend najavili su da će zajedničkim snagama snimiti himnu festivala u stilu klasične muzike koja će biti premijerno izvedena za vreme desetog izdanja festivala. Čak 360,000 ljudi posetilo je Tumoroulend te 2014. godine.
Tumoroulend je 2015. godine održan od 24. do 26. jula i imao je novu temu, "Melodija", a u 2016. godini, "Eliksir Života" doneo je novu zmajevu binu. U 2017. godini, Tumoroulend se ponovo održava za vreme dva uzastopna vikenda, od 21. do 23. jula, a zatim od 28. do 30. jula.

### Izdanja
| Godina | Broj posetilaca | Datum                       | Glavni izvođači | Tema                       |
| ------ | --------------- | --------------------------- | --- | -------------------------- |
| 2017   | 360,000         | 21, 22, 23 i 28, 29, 30 jul | Armin van Buren, Afrodžek, Aksvel Λ Ingroso, David Geta, Don Diablo, Djuk Djumont, Erik Prids, Kungs, Martin Gariks, Pol van Dajk, Svenson & Gielen, Čejnsmokers, Tijesto                 | Emisija Prijateljstva      |
| 2016   | 180,000         | 22, 23, 24 jul              | Dmitri Vegas & Lajk Majk, Aksvel Λ Ingroso, Martin Gariks, Tijesto, Afrodžek, Aleso, Stiv Aoki, W&W, David Geta, Armin van Buren, Čejnsmokers, Don Diablo, Stiv Andželo, DVBBS, Maršmelou | Eliksir života             |
| 2015   | 180,000         | 24, 25, 26 jul              | 3 Ar Ledžend, Afrodžek, Aleso, Armin van Buren, Aksvel Λ Ingroso, David Geta, Dmitri Vegas & Lajk Majk, Hardvel, Oliver Heldens, Stiv Aoki, Simfoni Of Junti, Tijesto, W&W, DVBBS         | Tajno Kraljevstvo Melodije |
| 2014   | 360,000         | 18, 19, 20 i 25, 26, 27 jul | Afrodžek, Armin van Buren, Avići, David Geta, Dmitri Vegas & Lajk Majk, Hardvel, Martin Solvedž, Stiv Aoki, Tijesto, Skrileks                                                             | Ključ ka sreći             |
| 2013   | 180.000         | 26, 27, 28 jul              | Aksvel, Tijesto, Armin van Buren, Hardvel, Afrodžek, David Geta, Avići, Stiv Aoki, Niki Romero, Sebastian Ingroso                                                                         | Nastanak Života            |
| 2012   | 180,000         | 27, 28, 29 jul              | David Geta, Stiv Aoki, Švedska Haus Mafija, Avići, Afrojack, Abov & Bijond, Vajldstajlz, Hardvel, Pol Van Dajk, Каrl Коks                                                                 | Knjiga Mudrosti            |
| 2011   | 180,000         | 22, 23, 24 jul              | Fejtles, 2 Meni Didžejz, David Geta, Švedska Haus Mafija, Tijesto, Avići, Pol van Dajk | Drvo života                |
| 2010   | 120,000         | 24, 25 jul                  | David Geta, Švedska Haus Mafija, Tara Makdonald, DJ Čaki, Armin van Buren, Dada Lajfi, Rodžer Sančez                                                                                      | Sunce                      |
| 2009   | 90,000          | 25, 26 jul                  | Puš, Natural Born Didžejz, Saš!, Moby, Feliks da Hausket, David Guetta, Paul van Dyk | Maska                      |
| 2008   | 50,000          | 26, 27 jul                  | Karl Koks, David Geta, Dr. Lektrolov, Juves Vi, Armin van Buren, Feliks da Hausket |                            |
| 2007   | 50,000          | 28, 29 jul                  | Magnus, Marko Bejli, Šejmboj, Džen Van Besen, Rodžer Sančez, David Geta, Hedhunterz |                            |
| 2006   | 15,000          | 30 jul                      | Armin van Buren, David Geta, Fred Bejker, Zani, Rutles, Marko Bejli |                            |
| 2005   | 9,000           | 14 avgust                   | Puš, Armin van Buren, Kor Fidžneman, Juves Derujter, Tehnoboj, Kone, David Geta |                            |

## TumorouVorld
U martu 2013. godine, ID&T i SFX Entertejment objavili su da počinju sa organizacijom američke verzije Tumoroulenda koja će se zvati TumorouVorld (engl. TomorrowWorld). Festival se održava na Bukert farmi na Čatahuči brdima u Džordžija koja se nalazi 48 kilometara jugo-zapadno od Atlante. Prostor je specijalno izabran zbog svoje sličnosti sa prostorom u Belgiji na kojem se tradicionalno održava Tumoroulend.
Za prvo izdanje TumorouVorlda, koje je održano od 27. do 29. septembra 2013. godine, korišćena je tema "Knjiga Mudrosti" koja je prvo predstavljena na Tumoroulendu 2012. godine. Tokom vikenda, kroz festival je prošlo preko 140,000 posetilaca. TumorouVorld nije doneo samo muziku, ples i zapanjujuće vizualne efekte, već i veliki ekonomski rast. Zvaničnici su izjavili da je festival 2013. godine ekonomiji Džordžije doneo 85.1 milion dolara, uključujući i 70 miliona dolara koje je otišlo direktno u Atlantu.
Skoro 140,000 ljudi prisustvovalo je događaju, i njihovi direktni troškovi (28,7 miliona dolara) uloženi su u lokalnu privredu u oblastima kao što su smeštaj, restorani i atrakcije, prenose zvaničnici TumorouVorlda.
Izdanje iz 2014. godine, održano je 26-27-28. septembra. Tema je bila "Nastanak života" i za tu svrhu je korišćena vulkanska glavna bina, koja je debitovala na Tumoroulendu 2013. godine. U okviru festivala održan je i predfestivalski koncert pod nazivom "Okupljanje" u četvrtak 25. septembra 2014. godine za posetioce koji odsedaju u Drimvilu, kamp naselju TumorouVorlda. Više od 40,000 ljudi kampovalo je u Drimvilu, a ukupan broj posetilaca te godine prelazio je preko 160,000.
Treće izdanje TumorouVorlda održano je 25. septembra 2015. godine. Događaj je bio ometen zbog loših vremenskih uslova; pljuskovi su napravili blato na celom festivalskom prostoru, a prilazi glavnom ulazu u festival su neosposobljeni. U subotu, zbog saobraćajnih uslova, organizatori su ograničili prevoz za posetioce koji su se vraćali u Atlantu; za one koji nisu ostali bez skloništa bilo je potrebno da pešače nekoliko kilometara kako bi došli do oblasti od koje su taksisti bili u mogućnosti da prevoze u Atlantu i to po visokim cenama. Sledećeg jutra, organizatori su najavili da će ostatak festivala biti otvoren samo za kampere na festivalskoj teritoriji, i da će povratak novca biti omogućen samo onima koji su kupili karte i za treći festivalski dan ali zbog transporta nisu bili u mogućnosti da prisustvuju.
U 2016. godini, 2. marta, zvanična stranica TumorouVorlda na fejsbuku, objavila je da festival neće biti održan te godine.

## Tumoroulend Brazil
Kao što je i najavljeno 20. jula 2014. godine za vreme nastupa Dejvida Gete na Tumoroulendu i na zvaničnom sajtu Tumoroulenda, festival se proširio i na teritoriju Brazila, tačnije u gradu Itu u Sao Paulu. Nastupali su različiti didžejevi kao što su W&W, Hardvel, Dmitri Vegas & Lajk Majk, Šoutek, Stiv Aoki, i još mnogo drugih didžejeva koji su nastupali kako na glavnoj tako i na mnogobrojnim manjim binama.
Za glavnu binu opet je korišćena tema "Knjiga Mudrosti". Svih 180,000 karata rasprodato je samo dan nakon što su objavljene.
Drugo izdanje Tumoroulend Brazil је i ovoga puta održano u gradu Itu u Sao Paulu, od 21. do 23. aprila 2016. godine. Nastupali su Aksvel & Ingroso, Feri Korsten, Lejdbek Luk, Loko Dajs, Afrodžek, Armin Van Buren, Infekted Mašrum, Niki Romero, Dmitri Vegas & Lajk Мајк, Solomun, Stiv Endželo, kao i mnogi drugi.
U novembru 2016. godine, najavljeno je da Tumoroulend Brazil neće biti održan naredne godine zbog straha za ekonomsku stabilnost u zemlji. Međutim, festival planira da se vrati 2018. godine.

## Nagrade i nominacije
| Godina | Nagrade                          | Kategorija               | Rad                      | Rezultat |
| ------ | -------------------------------- | ------------------------ | ------------------------ | -------- |
| 2012   | Međunarodne Dens Muzičke Nagrade | Najbolji Muzički Događaj | Tumoroulend-Bum, Belgija | Освојено |
| 2013   | Međunarodne Dens Muzičke Nagrade | Najbolji Muzički Događaj | Tumoroulend-Bum, Belgija | Освојено |
| 2014   | Međunarodne Dens Muzičke Nagrade | Najbolji Muzički Događaj | Tumoroulend-Bum, Belgija | Освојено |
| 2015   | Međunarodne Dens Muzičke Nagrade | Najbolji Muzički Događaj | Tumoroulend-Bum, Belgija | Освојено |
| 2016   | Međunarodne Dens Muzičke Nagrade | Najbolji Muzički Događaj | Tumoroulend-Bum, Belgija | Освојено |

U 2015. godini Tumoroulend je osvoji prvu nagradu od strane DJ Magazina za "Najbolji Festival Na Svetu".
| Godina | Nagrade               | Kategorija        | Rad         | Rezultat |
| ------ | --------------------- | ----------------- | ----------- | -------- |
| 2011   | Red Bul Elektropedija | Najbolji Festival | Tumoroulend | Освојено |
| 2012   | Red Bul Elektropedija | Najbolji Festival | Tumoroulend | Освојено |
| 2013   | Red Bul Elektropedija | Najbolji Festival | Tumoroulend | Освојено |

## Spoljašnje veze
- Званични веб-сајт